# Waldmühle (Kürten)
Waldmühle ist ein Wohnplatz in der Gemeinde Kürten im Rheinisch-Bergischen Kreis, benannt nach der dort 1862 erbauten Wassermühle.

## Lage und Beschreibung
Der Ort liegt an der Wipperfürther Straße zwischen Broich und Kürten.

## Geschichte

### Die Geschichte des Wohnplatzes
Die Gemeinde- und Gutbezirksstatistik der Rheinprovinz führt Waldmühle 1871 mit drei Wohnhäusern und 26 Einwohnern auf.
Im Gemeindelexikon für die Provinz Rheinland von 1888 werden vier Wohnhäuser mit 21 Einwohnern angegeben.
1895 hatte der Ort vier Wohnhäuser und 22 Einwohner.
1905 besaß der Ort vier Wohnhäuser und 33 Einwohner und gehörte konfessionell zum katholischen Kirchspiel Kürten.
1927 wurden die Bürgermeisterei Kürten in das Amt Kürten überführt. In der Weimarer Republik wurden 1929 die Ämter Kürten mit den Gemeinden Kürten und Bechen und Olpe mit den Gemeinden Olpe und Wipperfeld zum Amt Kürten zusammengelegt. Der Kreis Wipperfürth ging am 1. Oktober 1932 in den Rheinisch-Bergischen Kreis mit Sitz in Bergisch Gladbach auf.
1975 entstand aufgrund des Köln-Gesetzes die heutige Gemeinde Kürten, zu der neben den Ämtern Kürten, Bechen und Olpe ein Teilgebiet der Stadt Bensberg mit Dürscheid und den umliegenden Gebieten kam.

### Die Waldmühle
Die Waldmühle am Kalsbach war eine relative junge Wassermühle. Die komplett erhaltenen Mahlgänge mit reich verzierten Bütten und der massive Eichenmahlboden der 1862 erbauten Mühle befinden sich noch heute im Inneren der 1978 modern umgebauten Bäckerei und Gaststätte. Durch das Eishaus fließt auch heute noch der Kalsbach.
Seit 1897 befand sich die Mühle im Familienbesitz der Familie Herweg. Sie wurde durch ein 6 Meter großes Wasserrad aus Eisen angetrieben, das 1948 von dem Mühlenbauer Höller eingebaut wurde. Das Wasserrad trieb über Kronradgetriebe zwei Mahlgänge (einer für Weizenmehl, einer für Schrot) an, alternativ konnte auch ein Elektromotor per Winkelgetriebe und Transmission zugeschaltet werden. Die Mühle war noch bis 1978 zeitweise in Betrieb.